# متحف السلام بانسي توكو
متحف السلام بانسي توكو (باليابانية: (万世特攻平和祈念館 Bansei Tokkō Heiwa Kinenkan) افتتح في مدينة ميناميساتسوما الواقعة في محافظة كاغوشيما في اليابان عام 1993 لإحياء ذكرى 201 طيار من قاعدة بانسي الجوية (万世飛行場) الذين لقوا حتفهم في عمليات كاميكازي في الأشهر الأخيرة من حرب المحيط الهادئ.